# 230

## Родени
- ? – Кар, римски император
- ? – Марк Аврелий Кар, римски император

## Починали
- 25 май – Урбан I, римски папа